# Phyxioschema spelaeum
Espèce
Phyxioschema spelaeum est une espèce d'araignées mygalomorphes de la famille des Euagridae.

## Distribution
Cette espèce est endémique de la province de Krabi en Thaïlande,. Elle se rencontre à Ao Luek dans la grotte Tham Sra Yuan Thong.

## Description
Le mâle holotype mesure 9,0 mm et la femelle paratype 11,7 mm.

## Étymologie
Son nom d'espèce lui a été donné en référence au lieu de sa découverte, une grotte.

## Publication originale
- Schwendinger, 2009 : A taxonomic revision of the genus Phyxioschema (Araneae, Dipluridae), I: species from Thailand. Zootaxa, no 2126, p. 1-40.